# Billy Koumetio
Billy Koumetio (Lyon, 14 november 2002) is een Frans voetballer die bij voorkeur als centrale verdediger speelt. Hij speelt bij Liverpool.

## Clubcarrière
Koumetio werd geboren in Lyon en speelde in de jeugd bij Vaulx-en-Velin, Lyon, US Orléans en Liverpool. Op 9 december 2020 debuteerde hij in de UEFA Champions League tegen FC Midtjylland. Hij viel in de rust in voor Fabinho.